# 瓦休甘平原
瓦休甘平原是俄羅斯的平原，由托木斯克州、新西伯利亞州和鄂木斯克州負責管轄，位於鄂畢河和額爾齊斯河之間，屬於西西伯利亞平原，海拔高度100至166米。